# Dorfkirche Berge (Nauen)

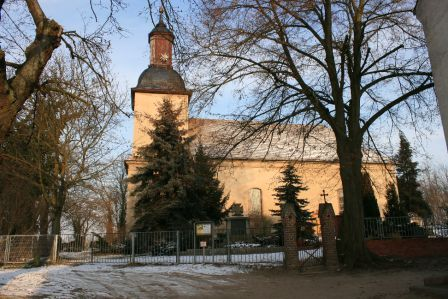
Dorfkirche Berge (Nauen)

Die Dorfkirche Berge ist ein evangelisches Kirchengebäude im Ortsteil Berge der Kreisstadt Nauen im Landkreis Havelland im Land Brandenburg in Deutschland.

## Architektur und Geschichte
Die Dorfkirche wurde 1292 dem Kloster Hilbegerode bei Merseburg von den Markgrafen Otto und Conrad geschenkt. 1744 wurde die alte Kirche abgerissen und das jetzige Gebäude eingeweiht. 1761 brannte das gesamte Dorf ab, die Kirche blieb hiervon jedoch verschont. Nachdem das Dorf neun Jahre später wieder aufgebaut war, wurden 1773 die Glocken vom baufälligen Kirchturm genommen, zwei Jahre später wurde dieser abgerissen. Im Folgejahr wurde der neue Turm, vermutlich unter Leitung von Landbauinspektor Christian Friedrich Feldmann erbaut, fertiggestellt. Hierbei handelt es sich um einen quadratischen Westturm mit Schweifdach und Laterne.
1860 wurde das Kircheninnere renoviert. Drei Jahre nach dem Blitzeinschlag in den Turm 1907 wurde die Außenseite verputzt. 1917 wurden im Rahmen des Ersten Weltkriegs die Orgelpfeifen demontiert, um Kriegsgerät herzustellen. Von 1926 bis 1927 wurden das Dach und der Kirchturm ausgebessert und in Stand gesetzt, einige Jahre später auch eine Heizung eingebaut. Gegen Ende des Zweiten Weltkriegs wurde der Kirchturm durch sechs Volltreffer teilzerstört. Sieben Jahre später erfolgte der Wiederaufbau. 1969 wurde der Zugang zur Turmgruft geschaffen, in der auf Grund der guten Durchlüftung mumifizierte Leichname erhalten sind. 1973 kam es dann zu einem zweiten Blitzeinschlag in den Turm, der in Brand geriet; vier Jahre danach wurde er wieder in Stand gesetzt.

## Ausstattung
Das Hauptstück der Ausstattung ist ein Kanzelaltar von 1685, der von der Emporenwand mit seitlichen Treppenläufen und rundbogigen Durchgängen eingefasst wird. Das Altarretabel ist mit reichem Dekor aus Akanthusornamenten und Blumengehängen versehen, am polygonalen Kanzelkorb sind gedrehte Ecksäulchen angebracht, dazwischen Schnitzfiguren von Moses, Johannes und Matthäus in Muschelnischen. Die Predella zeigt ein Gemälde des Auferstandenen zwischen Engeln. Seitlich stehen die Freifiguren von Petrus und Paulus. Im Aufsatz über dem Schalldeckel ist ein Wappen und die Dreiviertelfigur Christi als Auferstandener angeordnet. An der Nordwand steht ein beschädigter Altar von 1719, der aus der 1975 abgerissenen Dorfkirche Tietzow stammt.

## Orgel

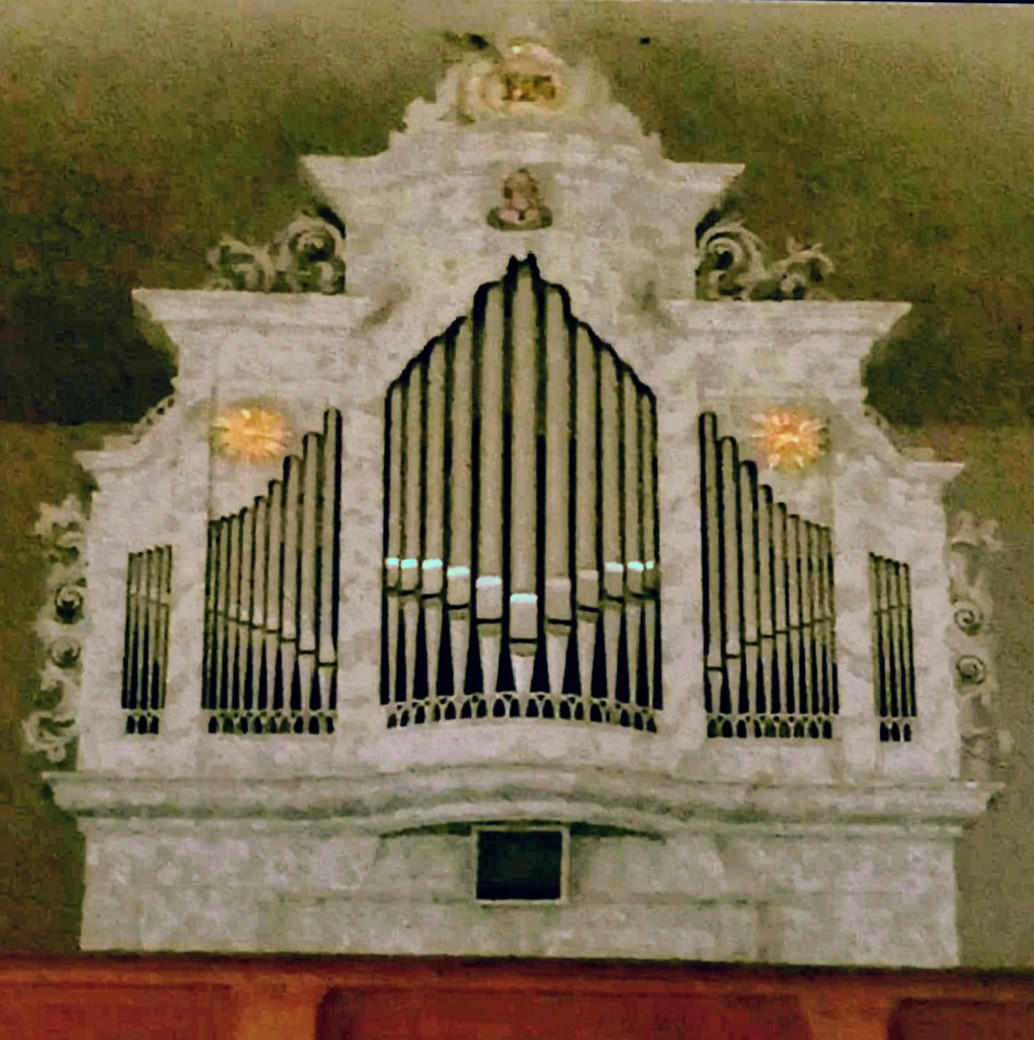
Orgel

1815 erbaute Tobias Turley eine Orgel für die Kirche. 1938 wurde als Opus 172 ein neues Werk von Alexander Schuke Potsdam Orgelbau in das historische Gehäuse eingebaut. Zu Beginn des 21. Jahrhunderts wurde die Orgel renoviert. Eine Besonderheit sind die Cymbelsterne links und rechts am Prospekt. Die Disposition lautet:
| I Manual C–g3 |            |    |
| 1.            | Gedackt    | 8′ |
| 2.            | Salizional | 8′ |
| 3.            | Principal  | 4′ |
| 4.            | Nachthorn  | 2′ |
| 5.            | Mixtur III | 1′ |

| II Manual C–g3 |              |                |
| 6.             | Rohrflöte    | 8′             |
| 7.             | Blockflöte   | 4′             |
| 8.             | Sesquialtera | 2 ⁄3′ + 1 3⁄5′ |
| 9.             | Prinzipal    | 2′             |

| Pedal C–f1 |            |         |
| 10.        | Subbass    | 16′     |
|            | Bassflöte  | 8′ (Tr) |
|            | Blockflöte | 4′ (Tr) |

Tr - Transmission